# Townhill (Écosse)
Townhill est un village situé dans le Fife, en Écosse. En 2020 la population de Townhill est estimée à 1 160 habitants.